# 중형표준차량
중형표준차량은 기아의 군용 대형 트럭이다. K-511, K-711과 달리 디지털 내비게이션, 계기판 등이 적용되었다. 현대 파비스의 기반 모델도 출시되었다.